# Discografia Irinei Rimes
Acest articol prezintă discografia cântăreței Irina Rimes. Ea a cunoscut succesul cu piesa „Visele”, care a ocupat locul 1 în clasamentele radio din România. Aceasta a fost urmată de alte hituri precum „Ce s-a întâmplat cu noi”, „Bolnavi amândoi” sau „Nu știi tu să fii bărbat”, ce au transformat-o pe Irina Rimes într-una dintre cele mai de succes cântărețe din România, cu peste 500 de milioane de vizualizări pe YouTube. Ea a lansat patru albume de studio în calitate de cântăreață: Despre el (2017), Cosmos (2018) și Pastila (2020), Acasă (2022), dar a și compus numeroase cântece pentru alte artiste, printre acestea numărându-se Andra, Inna, Alina Eremia, Raluka sau Antonia.

## Albume de studio
| Albume de studio |           | | |                                        |
| 2017             | Despre el | - Primul album de studio - Lansat: ROM: 17 octombrie 2017 - Casă de discuri: Global Records, Quantum Music - Disponibil în format: CD, DVD - Lansat împreună cu un scurtmetraj         | - „Visele” - „Iubirea noastră mută” - „Da' ce tu” - „Haina ta” - „Ce s-a întâmplat cu noi” - „Bandana” (feat. Killa Fonic) - „Bolnavi amândoi” - „Cosmos” - „Octombrie roșu” - „Eroii pieselor noastre”                                  | - Vânzări: +15.000 Unități echivalente |
| 2018             | Cosmos    | - Al doilea album de studio - Lansat: ROM: 10 decembrie 2018 - Casă de discuri: Global Records, Quantum Music - Disponibil în format: CD, carte - Lansat împreună cu o carte de poezii | - „Beau” - „În locul meu” - „Cel mai bun prieten” - „Cel mai bun DJ” (feat. The Motans) - „Nu știi tu să fii bărbat” - „Dans” - „24:00” - „Ce se întâmplă, doctore?” - „Nicăieri” - „Dorule” - „Băiatul meu frumos” - „Sarea de pe rană” | - Vânzări: +10.000 Unități echivalente |
| 2020             | Pastila   | - Al treilea album de studio - Lansat: ROM: 29 mai 2020 - Casă de discuri: Global Records, Quantum Music - Disponibil în format: digital download                                      | — | - Vânzări: +2.250 Unități echivalente  |
| 2022             | Acasă     | - Al patrulea album de studio - Lansat: ROM: 3 iunie 2022 - Casă de discuri: Global Records, Quantum Music - Disponibil în format: CD, digital download                                | - „N-avem timp” - „Pentru totdeauna” (feat. Grasu XXL) - „Nu știu” | - Vânzări: +8.500 Unități echivalente  |

## Discuri single
| Anul | Discul single                                          | Poziția maximă | Poziția maximă       | Poziția maximă    | Poziția maximă       | Poziția maximă      | Videoclip | Albumul                                                   |
| Anul | Discul single                                          | Airplay 100    | Media Forest (Radio) | Media Forest (TV) | Media Forest (anual) | Note                | Videoclip | Albumul                                                   |
| ---- | ------------------------------------------------------ | -------------- | -------------------- | ----------------- | -------------------- | ------------------- | --------- | --------------------------------------------------------- |
| 2016 | „Visele”                                               | 1              | 2                    | 1                 | 8                    | [ 1 ] [ 4 ] [ 5 ]   | Da        | Despre el                                                 |
| 2016 | „I Loved You” (feat. DJ Sava)                          | 24             | —                    | 8                 | 63                   | [ 6 ] [ 4 ] [ 5 ]   | Da        | Colaborare single cu DJ Sava                              |
| 2016 | „Iubirea noastră mută”                                 | 84             | —                    | —                 | —                    | [ 7 ]               | Da        | Despre el                                                 |
| 2016 | „Da' ce tu”                                            | —              | —                    | —                 | —                    |                     | Da        | Despre el                                                 |
| 2016 | „Haina ta”                                             | —              | —                    | —                 | —                    |                     | Da        | Despre el                                                 |
| 2017 | „Ce s-a întâmplat cu noi”                              | 11             | 6                    | 3                 | 31                   | [ 8 ] [ 4 ] [ 9 ]   | Da        | Despre el                                                 |
| 2017 | „Cupidon” (feat. Guess Who)                            | 4              | 4                    | 1                 | 10                   | [ 8 ] [ 4 ] [ 9 ]   | Da        | Apare pe albumul lui Guess Who – Un anonim celebru        |
| 2017 | „Piesa noastră” (feat. Killa Fonic)                    | —              | —                    | —                 | —                    |                     | Nu        | Apare pe albumul lui Killa Fonic – Lama Crima             |
| 2017 | „Stai lângă mine” (feat. Vunk)                         | 73             | —                    | —                 | —                    | [ 8 ]               | Da        | Apare pe albumul Vunk – Extrovertit                       |
| 2017 | „My Favourite Man”                                     | 29             | —                    | 10                | 59                   | [ 8 ] [ 4 ] [ 9 ]   | Da        | —                                                         |
| 2017 | „Bandana” (feat. Killa Fonic)                          | 97             | —                    | —                 | —                    | [ 8 ]               | Da        | Despre el                                                 |
| 2017 | „Bolnavi amândoi”                                      | 5              | 1                    | 1                 | 13                   | [ 10 ] [ 4 ] [ 11 ] | Da        | Despre el                                                 |
| 2017 | „Cosmos”                                               | —              | —                    | —                 | —                    |                     | Da        | Despre el                                                 |
| 2017 | „Octombrie roșu”                                       | —              | —                    | —                 | —                    |                     | Da        | Despre el                                                 |
| 2017 | „Eroii pieselor noastre”                               | —              | —                    | —                 | —                    |                     | Da        | Despre el                                                 |
| 2018 | „Beau”                                                 | 52             | —                    | —                 | —                    | [ 12 ]              | Da        | Cosmos                                                    |
| 2018 | „În locul meu”                                         | —              | —                    | —                 | —                    |                     | Da        | Cosmos                                                    |
| 2018 | „Cel mai bun prieten”                                  | —              | —                    | —                 | —                    |                     | Da        | Cosmos                                                    |
| 2018 | „Cel mai bun DJ” (feat. The Motans)                    | 15             | 8                    | 4                 | 41                   | [ 13 ] [ 4 ] [ 11 ] | Da        | Cosmos                                                    |
| 2018 | „Nu știi tu să fii bărbat”                             | 9              | 8                    | 2                 | 70                   | [ 14 ] [ 4 ] [ 11 ] | Da        | Cosmos                                                    |
| 2019 | „Dans”                                                 | —              | —                    | —                 | —                    |                     | Da        | Cosmos                                                    |
| 2019 | „Prea fin, prea dulce” (feat. Guz)                     | 58             | —                    | —                 | 69                   | [ 15 ]              | Da        | Apare pe albumul lui Guz – Inimă de piatră                |
| 2019 | Poem (feat. The Motans)                                | 1              | 1                    | 1                 | 2                    | [ 16 ] [ 17 ]       | Da        | Apare pe albumul lui The Motans - My Rhythm & Soul (2020) |
| 2019 | „Supradoză de dor” (feat. Taxi)                        | —              | —                    | —                 | —                    |                     | Da        |                                                           |
| 2019 | „Schhh” (feat. Mahmut Orhan)                           | —              | —                    | —                 | —                    |                     | Da        |                                                           |
| 2019 | „Hero” (feat. Mahmut Orhan)                            | —              | —                    | —                 | —                    |                     | Da        |                                                           |
| 2019 | „24:00”                                                | —              | —                    | —                 | —                    |                     | Da        | Cosmos                                                    |
| 2019 | „În palme”                                             | 15             | 3                    | 9                 | 27                   | [ 18 ] [ 19 ]       | Da        | —                                                         |
| 2019 | „Ce se întâmplă, doctore?”                             | —              | —                    | —                 | —                    |                     | Da        | Cosmos                                                    |
| 2019 | „Nicăieri”                                             | —              | —                    | —                 | —                    |                     | Da        | Cosmos                                                    |
| 2019 | „Dorule”                                               | —              | —                    | —                 | —                    |                     | Da        | Cosmos                                                    |
| 2019 | „Sânziene” (feat. Zdob și Zdub)                        | —              | —                    | —                 | —                    |                     | Da        | Apare pe albumul Zdob și Zdub – Bestiarium                |
| 2019 | „Dor de casă” (feat. CUZA, George Hora, Carmen Tănase) | —              | —                    | —                 | —                    |                     | Da        | —                                                         |
| 2020 | „3 inimi” (feat. Carla's Dreams)                       | 15             | 2                    | 10                | 21                   |                     | Da        | —                                                         |
| 2020 | „Băiatul meu frumos”                                   | —              | —                    | —                 | —                    |                     | Da        | Cosmos                                                    |
| 2020 | „Sarea de pe rană”                                     | 41             | —                    | —                 | 51                   |                     | Da        | Cosmos                                                    |
| 2020 | „Nu vreau” (feat. Mahmut Orhan)                        | —              | —                    | —                 | —                    |                     | Da        | —                                                         |
| 2020 | „Your Love” (feat. Cris Cab)                           | 6              | 5                    | 4                 | 9                    |                     | Da        | —                                                         |
| 2021 | „N-avem timp”                                          | 2              | 1                    | 4                 | 5                    |                     | Da        | Acasă                                                     |
| 2021 | „Pentru totdeauna” (feat. Grasu XXL)                   | 3              | 3                    | 3                 | 52                   |                     | Da        | Acasă                                                     |
| 2022 | „Ba ba ba (Inima mea bate)”                            | 1              | 1                    | 1                 | —                    |                     | Da        | —                                                         |
| 2022 | „Ielele” (cu David Ciente)                             | —              | —                    | —                 | —                    |                     | Da        | —                                                         |
| 2022 | „Gata de zbor” (cu The Motans)                         | —              | —                    | —                 | —                    |                     | Da        | —                                                         |

## Cântece scrise pentru alți artiști
| An                                                         | Cântec               | Artist           | Produs împreună cu                                               | Album               |
| ---------------------------------------------------------- | -------------------- | ---------------- | ---------------------------------------------------------------- | ------------------- |
| 2016                                                       | „Ieri erai”          | Raluka           | Raluca Nistor Theea Miculescu Alexandru Antonescu Marius Ivancea | —                   |
| 2016                                                       | „Zbor”               | Raluka           | Raluca Nistor Catalin Tamazlicaru Andrei Ioniță                  | —                   |
| 2016                                                       | „Cum ar fi?”         | Inna             | Alexandra Apostoleanu                                            | —                   |
| 2017                                                       | „Dor de tine”        | Antonia          | Alex Cotoi                                                       | —                   |
| 2017                                                       | „Poartă-mă”          | Alina Eremia     | —                                                                | —                   |
| 2017                                                       | „Sunt puternică”     | Andra            | —                                                                | Iubirea schimbă tot |
| 2017                                                       | „Minte-mă”           | Karmen           | Achi Petre Vlad Lucan                                            | —                   |
| 2017                                                       | „Du-mă spre noi”     | Raluka           | —                                                                | —                   |
| 2017                                                       | „Cine sunt eu”       | Raluka           | Raluca Nistor                                                    | —                   |
| 2017                                                       | „Ai uitat cine ești” | Nicoleta Nucă    | —                                                                | —                   |
| 2018                                                       | „Nu acum”            | Ilinca           | —                                                                | —                   |
| 2018                                                       | „CSF, n-ai CSF”      | Ana Baniciu      | —                                                                | —                   |
| 2018                                                       | „Undone”             | Raluka           | Nicoleta Gavriliță                                               | —                   |
| 2018                                                       | „Haos”               | Minelli          | Luisa Ionela Luca Killa Fonic Costin Bodea                       | —                   |
| 2019                                                       | „Supereroi”          | Andra            | —                                                                | —                   |
| 2019                                                       | „Nu știu”            | Ayana            | Adi Colceru                                                      | —                   |
| 2019                                                       | „Eu te las”          | Dora Gaitanovici | Dora Gaitanovici Marius Ivancea                                  | —                   |
| Irina Rimes a contribuit cu linii melodice și/sau versuri. |                      |                  |                                                                  |                     |